# Hardap
Hardap je jedna od trinaest regija u Namibiji. Središte regije je grad Mariental.

## Zemljopis
Hardap se proteže cijelom širinom Namibije, od Atlantskog oceana na zapadu do istočnih državnih granica s Bocvanom i Južnom Afrikom.
Graniči s namibijskim regijama:
- Erongo - sjeverozapad
- Khomas - sjever
- Omaheke - sjeveroistok
- Karas - jug

## Stanovništvo
Prema popisu stanovništva iz 2001. godine regija Hardap je imala 68.249 stanovnika 33.665 žena i 34.579 muškaraca (103 muškaraca na svakih 100 žena). Rast stanovništva po godišnjoj stopi iznosi 0,3%, stopa fertiliteta je 3,6 djece po ženi, 46% je živjelo u urbanim područjima, dok 54% živi u ruralnim područjima. Regija je rijetko naseljenja na površini od 109.651 km2, gustoća je samo 0,6 osoba po km2. Po dobi, 13% stanovništva je mlađe od 5 godina, 23% između 5 do 14 godina, 55% između 15-59 godina, a 8% 60 godina i starije. Stanovništvo je bilo podijeljeno u 15.039 kućanstava, s prosječnom veličinom od 4,4 osoba. 34% kućanstava imalo je žensku glavu kuće, dok je 66% imalo muškarca kao glavu kuće.  Prema materinjem jeziku afrikaans se govori u 44% kućanstava kao i nama 44%. 